# Cantó de Marsella Sant Giniés
El cantó de Marsella Sant Giniés és un cantó francès del departament de les Boques del Roine, situat al districte de Marsella. És format per part del municipi de Marsella.

## Municipis
Aplega tot o part dels següents barris de Marsella:
- Sant Giniés
- Le Rouet
- Périer
- La Plage
- Sainte-Anne

| Data d'elecció                           | Identitat          | Partit        | Qualitat |
| ---------------------------------------- | ------------------ | ------------- | -------- |
| 1976-1982                                | Pierre Lucas       | Divers droite |          |
| 1982-1988                                | Jean-Claude Gaudin | UDF-PR        |          |
| 1988-2008                                | Dominique Tian     | UDF-PR        |          |
| 2008-                                    | Martine Vassal     | UMP           |          |
| les dades anteriors no són pas conegudes |                    |               |          |